# Процесс Клея Шоу
Процесс Клея Шоу — дело по обвинению новоорлеанского банкира Клея Шоу в участии в убийстве Джона Кеннеди. Единственный процесс, касавшийся убийства Кеннеди, в ходе которого кому-либо было предъявлено официальное обвинение. Был инициирован окружным прокурором Нового Орлеана Джимом Гаррисоном в 1967 году, и завершился два года спустя полным оправданием Шоу. 
Гаррисон выдвинул конспирологическую версию, принципиально отличавшуюся от официальной версии событий, представленной в докладе комиссии Уоррена. По его мнению, Ли Харви Освальд был использован как козёл отпущения, а убийство было совершено группой заговорщиков.

## Процесс
22 ноября 1963 года, вечером того же дня, когда был убит Кеннеди, в Новом Орлеане произошла стычка между частным детективом Джеком Мартином и частным детективом и бывшим агентом ФБР Гаем Банистером. После того как Банистер несколько раз ударил Мартина рукояткой револьвера и разбил ему голову, после чего Мартин был доставлен в больницу. В последующие несколько дней Мартин сообщил полицейским, что часто видел Банистера в компании некоего Дэвида Ферри, который лично знал Ли Харви Освальда и, по словам Мартина, мог быть замешан в убийстве Кеннеди. На основании этих данных окружной прокурор Нового Орлеана Джим Гаррисон арестовал Ферри. 25 ноября и Ферри, и Мартин были допрошены ФБР. На допросе Мартин заявил, что Ферри владеет искусством гипноза, и мог, используя его, внушить Освальду идею совершить убийство; агенты ФБР не сочли показания Мартина достаточно весомыми. Тем не менее, Ферри был допрошен (он отрицал, что когда-либо был знаком с Освальдом). Никаких улик против Ферри собрано не было, и он был отпущен.
Менее, чем через год, 6 июня 1964 года, Банистер умер. 
Три года спустя у Гаррисона произошёл разговор с сенатором от Луизианы Расселлом Лонгом, который заявил ему о своей уверенности, что Освальд был лишь одним из исполнителей убийства. Осенью 1966 года Гаррисон возобновил расследование, ещё раз допросил Мартина, и на основании его показаний пришёл к заключению, что в убийстве Кеннеди была замешана организованная группа с ультраправыми взглядами, участниками которой были в том числе Ферри, Банистер (умер до начала расследования Гаррисона, 6 июня 1964 года) и Клей Шоу, на тот момент владелец крупного торгового центра в Новом Орлеане. По версии Гаррисона, эта группа имела связи с ЦРУ и была вовлечена в международную торговлю оружием и деятельность создававшихся и поддерживавшихся ЦРУ антикастровских диверсионных групп, сформированных из кубинских эмигрантов. Причиной убийства могло быть недовольство внешней (провал операции в Заливе Свиней и потепление отношений с СССР и режимом Кастро после Карибского кризиса) и внутренней (смягчение межрасовых противоречий) политикой администрации. Гаррисон полагал, что 22 ноября убийцы вели огонь с трёх точек (один — из книгохранилища, двое — с травяного холма), а Освальда вовлекли в заговор специально, чтобы «повесить» на него Кеннеди и полицейского Типпита (по мнению Гаррисона, ни того, ни другого Освальд не убивал), и затем устранить.
Гаррисон не хотел разглашать подробности следствия для прессы, но произошла утечка, и 17 февраля 1967 года в газете New Orleans States-Item появилась статья о расследовании. Спустя 5 дней, 22 февраля, Дэвид Ферри был обнаружен мёртвым у себя дома. Причиной смерти было названо кровоизлияние в мозг, но при этом Ферри оставил две записки, которые могут быть восприняты как предсмертные записки самоубийцы. Существует несколько версий, объясняющих появление этих записок; по одной из них, Ферри оставил записки, потому что знал о своих проблемах со здоровьем; по другой, конспирологической версии, некие сообщники Ферри убили его и пытались инсценировать самоубийство.
После смерти Ферри Клей Шоу оставался единственным известным Гаррисону живым фигурантом дела.
1 марта 1967 Гаррисон арестовал Клея Шоу и предъявил официальное обвинение в соучастии в убийстве президента США Джона Кеннеди. Он подозревал, что Клей Шоу и упоминаемый в отчёте комиссии Уоррена Клей Бертран, который якобы 23 ноября 1963 года звонил новоорлеанскому адвокату Дину Эндрюсу и уговаривал его защищать Освальда в суде, — одно и то же лицо. По утверждению Гаррисона, в Новом Орлеане было хорошо известно, что Шоу часто использовал имя «Клей Бертран». Большое жюри решило, что предъявленных Гаррисоном доказательств достаточно для того, чтобы передать дело Шоу в суд. Во время суда основным свидетелем Гаррисона был страховой агент Перри Руссо, который показал, что Ферри, Освальд и некий Клей Бертран (в котором он опознал показанного ему Клея Шоу), в его присутствии обсуждали убийство Кеннеди. Надёжность показаний Руссо позже многократно оспаривалась: часть допросов Руссо проходила с применением гипноза, при этом он несколько раз менял показания. Со стороны обвинения выступало несколько других свидетелей, утверждавших, что Ферри, Освальд и Шоу были знакомы. По окончании слушаний 1 марта 1969 года, после менее чем часового совещания, присяжные признали Клея Шоу невиновным.
Дело Клея Шоу стало единственным процессом, в ходе которого кому-либо было предъявлено обвинение в убийстве Кеннеди. Полученные Гаррисоном данные были предметом анализа со стороны Комитета Палаты представителей США по убийствам, при этом Комитет отметил, что Гаррисона критиковали за «сомнительные методы»; Комитет согласился с выводами о том, что Освальд имел контакты с антикастровскими группировками и был лично знаком с Дэвидом Ферри, но не счёл это достаточным основанием для поддержки выводов Гаррисона.